# Inna Summer Tour
La primera y pequeña gira de verano de la cantante Inna promocionando Hot su primer disco.

## Repertorio
1. Hot
2. Love
3. Amazing
4. Days Nigts
5. Fever
6. Left Right
7. Don't Let The Music Die
8. On & On
9. Ladies
10. Deja Vu
11. 10 Minutes
12. Sun It Up
13. Un Momento
14. Hot (remix)

## Fechas
| Europa                   |                 |             |                  |
| 8 de julio de 2011       | Cologne         | Alemania    | Colongne Club    |
| 23 de julio de 2011      | Beirut          | Líbano      | Club             |
| 24 de julio de 2011      | Antalya         | Turquía     | Aura Club        |
| 29 de julio de 2011      | Dubrovnik       | Croacia     | Revelin Festival |
| 31 de julio de 2011      | Inglaterra      | Reino Unido | Temple Newsam    |
| 2 de agosto de 2011      | Cap d'Agde      | Francia     | Bora Club        |
| 4 de agosto de 2011      | Perpiñán        | Francia     | Indigo Club      |
| 5 de agosto de 2011      | Cannes          | Francia     | Gotha Club       |
| 6 de agosto de 2011      | Montelimar      | Francia     | Ferme Club       |
| 7 de agosto de 2011      | Aix-en-Provence | Francia     | Fabrique Club    |
| 11 de agosto de 2011     | Saint Tropez    | Francia     | Vip Rooms        |
| 12 de agosto de 2011     | San Juan de Luz | Francia     | Nuba Club        |
| 20 de agosto de 2011     | Gerona          | España      | Girona Club      |
| 21 de agosto de 2011     | Ibiza           | España      | Amnesia Club     |
| 9 de septiembre de 2011  | Novi Sad        | Serbia      | Club             |
| 11 de septiembre de 2011 | Antalya         | Turquía     | Aura Club        |
| 12 de septiembre de 2011 | Antalya         | Turquía     | Aura Club        |
| 13 de septiembre de 2011 | Antalya         | Turquía     | Aura Club        |

- Datos: Q30914458